# Jaguaripe
Jaguaripe is een gemeente in de Braziliaanse deelstaat Bahia. De gemeente telt 17.435 inwoners (schatting 2009).